# HD33654
HD33654 — хімічно пекулярна зоря спектрального класу A0, що має видиму зоряну величину в смузі V приблизно  6,2.
Вона  розташована на відстані близько 1716,6 світлових років від Сонця.

## Фізичні характеристики
Зоря HD33654 обертається 
досить швидко 
навколо своєї осі. Проєкція її екваторіальної швидкості на промінь зору становить  Vsin(i)= 60км/сек.

## Пекулярний хімічний вміст
Зоряна атмосфера HD33654 має підвищений вміст 
Si
.